# Kaffee Burger

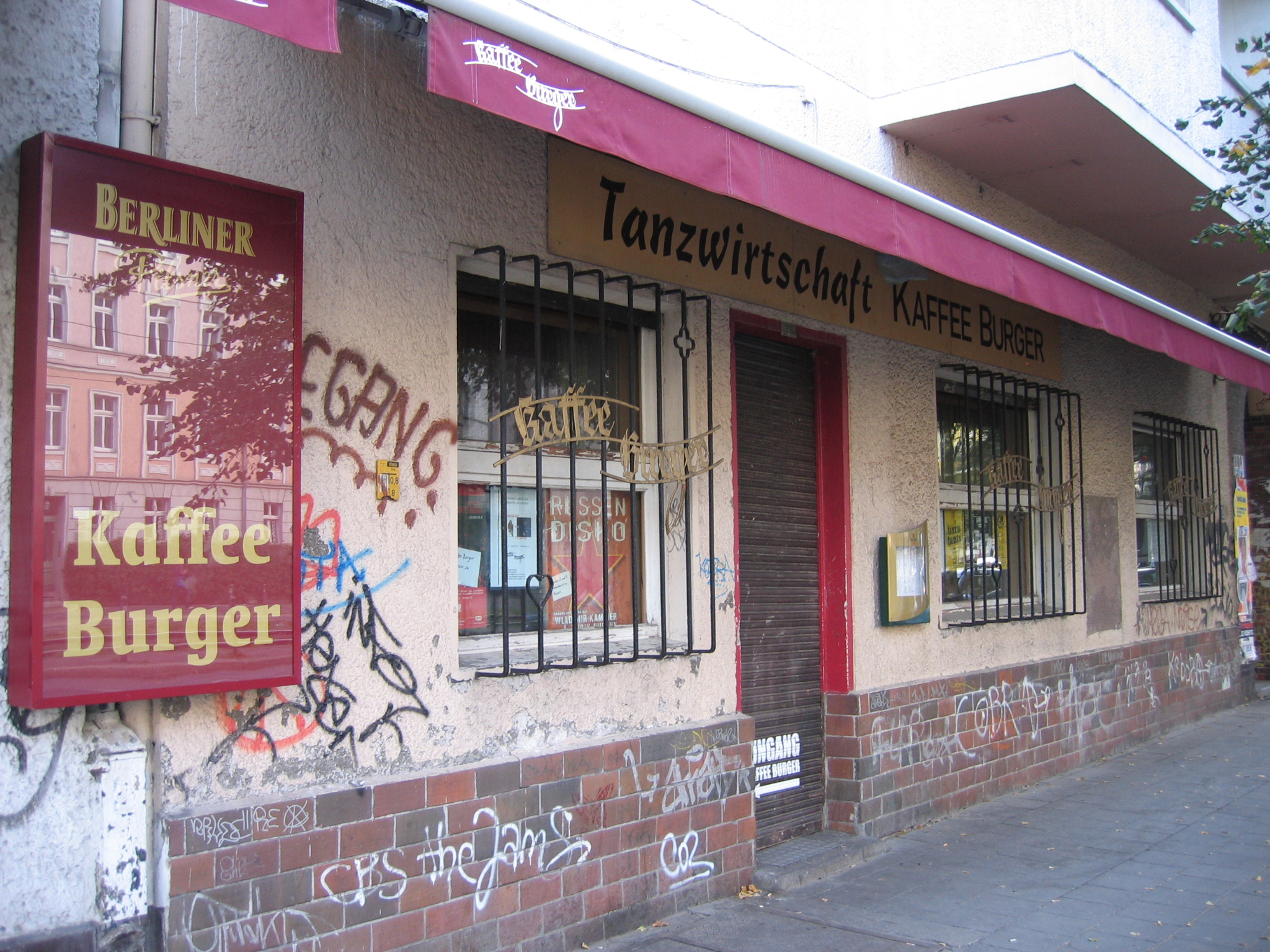
Straßenfront der „Tanzwirtschaft Kaffee Burger“ zur Torstraße

Das Kaffee Burger war ein Künstlerlokal und ein Club in der Torstraße in Berlin-Mitte.

## Geschichte
Ein Lokal existierte an dem Standort seit 1890. Im Jahre 1936 wurde es von der Familie Burger übernommen und erhielt seinen heutigen Namen. Die Familie führte es auch in der DDR als Privatbetrieb weiter. Ab den 1970er Jahren entwickelte sich das Kaffee Burger zum Treffpunkt der Ostberliner Kulturszene, wozu nicht unerheblich die nahe gelegene Volksbühne beitrug. Unter anderem verkehrten dort damals Thomas Brasch, Adolf Endler, Thomas Körner, Heiner Müller, Ulrich Plenzdorf, Klaus Schlesinger, Katharina Thalbach, Bettina Wegner und andere Künstler, Intellektuelle und Journalisten. Den Behörden war diese Szene nicht geheuer, weshalb sie 1979 eine vorübergehende Schließung – nominell zur Renovierung – veranlassten. Dies bedeutete auf längere Zeit das Ende des Burger als Künstlerlokal.

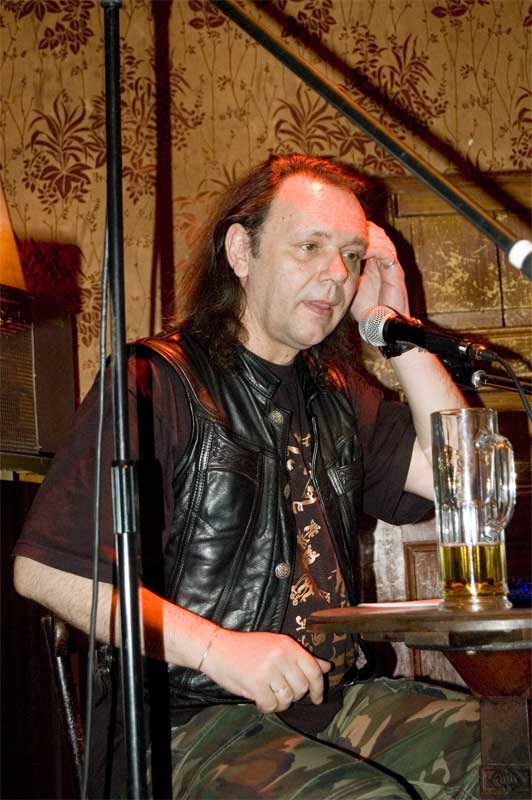
Bert Papenfuß-Gorek bei einer Lyriklesung (2007)

1999 übergab Uta Burger das Lokal an Karl-Heinz Heymann, Bert Papenfuß-Gorek und Uwe Schilling. Die Neueröffnung fand am 10. November 1999 statt. Das Lokal wurde dabei nur geringfügig verändert, im Wesentlichen blieb die Einrichtung aus DDR-Zeiten erhalten.
Überregional bekannt wurde das Burger durch die alle 14 Tage stattfindende, unter anderem von Wladimir Kaminer organisierte, Russendisko. Fast jeden Tag gibt es Programm, darunter Lesungen der Reformbühne Heim & Welt, des Verbrecher Verlags (bis 2004) und anderer mehr oder weniger bekannter Autoren. Dazu kommen Konzerte, Vorträge und Gesprächsrunden wie das Radio Hochsee. Nach dem Programm finden Tanzveranstaltungen statt, wozu seit 2001 auch die nebenan gelegene Burger Bar vor allem an Wochenenden zusätzlich Raum bietet.
Am 13. Februar 2008 mietete Madonna die Burger-Bar zur Feier ihrer Weltpremiere als Regisseurin.